# Yacimientos arqueológicos en Aragón
Los yacimientos arqueológicos en Aragón son los lugares donde se han encontrado restos de los antiguos pobladores de la actual comunidad de Aragón (España). Sus orígenes se remontan por tanto a la preshitoria y llegan a épocas más recientes, pero por lo general suelen referirse hasta los pertenecientes a la Época Antigua.

## Historia de la arqueología en Aragón
La historia de la arqueología en Aragón comienza en el siglo XVI, con el interés suscitado por el Renacimiento por conocer el pasado, entre otros muchos de sus aspectos. Con los nuevos avances en la primera mitad del siglo XX la arqueología avanza de manera importante, siendo entre los años 1907 y 1909 cuando se creó en Tortosa el Boletín de Historia y Geografía del Bajo Aragón. En la segunda mitad del siglo se producen diversos cambios en el enfoque de la investigación, introduciendo así los actuales métodos y técnicas de trabajo.

## Pueblos prerromanos
En esta época se encontraron los pueblos indígenas de la península ibérica con los colonizadores. Los indígenas se dividían en Tartessos (alrededor de la depresión del Guadalquivir), los íberos (en el levante y el sur), los celtíberos (en el sistema Ibérico) y los celtas (en el resto). Algunos de sus asentamientos dejaron de estar habitados, bien por simple abandono o bien por destrucción, y otros se continuaron como romanos.
- Arcóbriga
- Bílbilis
- Bursau
- La Cabañeta
- Cabezo de Alcalá
- La Caridad (Caminreal)
- Contrebia Belaisca
- Castellazos
- Mundobriga
- Nertobriga
- El Piquete de la Atalaya
- Roquizal del Rullo
- Salduie
- Segeda
- Valdeherrera
- Valdetaus
- La Vispesa

## Periodo romano
Los romanos estuvieron en la península ibérica desde el año 218 a. C. hasta principios del siglo V, con la invasión de los visigodos. Se trata de uno de los periodos de los que permanece mayor influencia en la sociedad actual: lingüística, sistema político, urbanismo... Asimismo, abarca el mayor número de restos arqueológicos encontrados hasta la fecha.
La organización política de Hispania cambió con el paso del tiempo y con la progresiva conquista de la península. Durante la república romana, la parte oriental de la comunidad pertenecía a la Hispania Citerior (con capital en Tarraco). El año 27 a. C., con el inicio del imperio romano, Augusto acabó de conquistar la península y la dividió de tal forma que el actual Aragón quedó completamente comprendido en la provincia Tarraconensis, quedando igual tras la siguiente división de Caracalla en el año 238.
- La Cabañeta
- Caesaraugusta
  - Casa de Orfeo
- Celsa
- La Malena
- La Vispesa
- Labitolosa
- Mundobriga
- Valdeherrera
- Villa Fortunatus
- Yacimiento del Camino de Albalate
- Yacimiento arqueológico de Nuestra Señora del Pueyo

### Arcóbriga
Arcóbriga se trata de un yacimiento celtíbero y romano dentro del término municipal de Monreal de Ariza, en el cerro Villar. Conserva su sistema defensivo, que consiste en dos cinturones de murallas, la cual llega a alcanzar los tres metros de espesor. Dentro del cinturón interior se encuentran los edificios públicos romanizados, las termas, los aljibes, la casa del Pretor, el templo... Asimismo, se ha encontrado una pila de sacrificios humanos, ritos propios de los celtas. Todos los restos hallados se conservan en el Museo Arqueológico Nacional.
En el cerro San Pedro se encuentra la necrópolis de Vallunquer, perteneciente a la época celtibérica.

### Bílbilis
Bílbilis se encuentra a 4,5 km de Calatayud, en la ladera de tres montes: Bámbola, San Paterno y Santa Bárbara. Abarca una superficie de unas 30 ha y hace uso del urbanismo escalonado para lograr un mejor aprovechamiento del terreno. Seguramente se creó en el siglo III a. C. y la conquistó Roma en el I a. C. Fue Augusto quien le dio el título de municipio.
En la parte más alta se erigía el foro con plaza porticada, el templo y la basícilica. También poseía un teatro con aforo para unas 4500 personas y unas termas públicas.
El foro estaba coronado por el templo, a cuyos pies se encontraba una plaza pavimentada de 50 m rodeada de pórticos y otras construcciones públicas. Fue inaugurado durante el gobierno de Tiberio y sufrió modificaciones en época de los Antoninos. El templo parece haber sido períptero (rodeado por columnas) y hexástilo (seis en la portada), con columnas corintias, sin puerta trasera y de unos doce m de altura. Estaba recubierto por mármoles y asentado sobre un podio. Para acceder al mismo existía una gran escalera en la plaza del foro, de la cual se conservan restos.
El teatro data de la época de Augusto y estaba coronado por un templete. Su capacidad oscilaría alrededor de los 4500 espectadores. Las termas se encontraban en la parte alta de la ciudad y contaba con los elementos típicos y comunes.
La casa de Ninfeo se encontraba a medio camino entre el foro y las termas y fue construida en la primera mitad del siglo I d. C. y reformada durante la época de Vespasiano.

### Los Bañales
Los Bañales se encuentra dentro del término municipal de Uncastillo, en las Cinco Villas. Se trata de uno de los mayores yacimientos de ciudades romanas en la comunidad autónoma. Esta ciudad debió de ocupar algo más de veinte hectáreas, destacando especialmente las termas. Contaba además con foro, áreas residenciales, artesanales y comerciales y necrópolis.

### Otros restos romanos

#### Alfar de Villarroya de la Sierra
Junto a un barranco de Villarroya de la Sierra se hallan los restos de un alfar romano que estuvo en funcionamiento desde el año 50 hasta el siglo IV. Hasta la fecha se han encontrado tres hornos.
Junto a este alfar hay un área de enterramientos romanos en ataúdes, acompañados de su ajuar.

#### Bustum de Biota
El Bustum Romano de Biota es una antigua pira funeraria donde se quemaban los cadáveres. Se trata de un recinto funerario excavado en el suelo y de planta rectangular (5,5 x 3,5 m) donde los romanos guardaban los restos incinerados de los muertos.
En el mismo cerro hay una necrópolis de la misma época.

#### Cabezo Villar de Fuentes de Ebro
En el Cabezo Villar de Fuentes de Ebro se han excavado seis habitaciones y se han encontrado cerámicas ibéricas pintadas, tabas de hueso en una caja de madera, pesos de telar, cerámicas, restos de una estatua femenina de bronce y un Triclinio incompleto.

#### Cementerio de los Moros de Cabañas de Ebro
En el Cementerio de los Moros de Cabañas de Ebro se han hallado restos de un castellum (puesto de vigilancia) de una villa rústica romana, como posible parte del antiguo complejo del puerto fluvial. Asimismo se han encontrado otros restos reflejo de la vida cotidiana.

#### Cerro de Valdeherrera de Calatayud
En el Cerro de Valdeherrera de Calatayud se han hallado restos de un asentamiento cercano a Bílbilis, con utensilios propios de la vida cutidiana.

## Periodo visigodo
Los visigodos se asentaron en la península desde el siglo V hasta el VIII, excepto en el extremo occidental y en la cornisa cantábrica. En cuanto a división territorial , aceptaron la división romana, poniendo al frente de las provincias a los duces (duques) y al frente de las ciudades a los comités (condes). El extremo noroccidental de Aragón se encontraba, en cambio, dentro de la Basconia.
- Villa Fortunatus

creo, no lo se muy bien

## Periodo musulmán o andalusí
El periodo musulmán se extiende desde el siglo VIII. Al principio Aragón, así como el resto del territorio peninsular, pertenecían al califato abasí, desde el año 929 con el califato de Córdoba. En 1031 este fue abolido y Al-Ándalus se dividió en taifas, permaneciendo la mayor parte del actual Aragón dentro de la taifa de Zaragoza, aunque también hubo otras entre las que cabe destacar la de Albarracín. En el Pirineo se encontraban los reinos cristianos.
La cultura islámica era predominantemente urbana, de ahí que los principales hallazgos se den en las ciudades. Se trata de una de los periodos de mayor influencia en la sociedad actual: lingüística, urbanismo, utensilios, arte...
- Mundobriga
- Castillo de Albarracín

Esta fortaleza conserva un importante conjunto de estructuras arqueológicas pertenecientes fundamentalmente al siglo XI, cuando albergó la alcazaba de los Banu Razin. Recientemente ha sido objeto de excavaciones arqueológicas, que han proporcionado uno de los conjuntos cerámicos medievales más importantes -por cantidad, variedad y procedencia- de Aragón.
el covid no existe

## Edad Media
En la época de la Reconquista se empiezan a definir algunas de las fronteras y límites actuales y en cierto modo los reinos cristianos de aquel entonces pueden considerarse como antecesores directos de los países europeos occidentales. La mayoría de los aspectos de la sociedad han sido resultado de la evolución continua y directa desde aproximadamente el siglo IX hasta alcanzar la forma de vida actual. Los yacimientos arqueológicos de estas fechas son más bien escasos, ya que no ha habido cambios sustanciales en cuanto a asentamientos de población y estos los conservados son considerados más bien como monumentos, edificios o ruinas.
- Hospital de Santa Cristina de Somport